# Ju-no-kata
JŪ-NO-KATA (柔の形, ; lit. formas de suavidade / de gentileza) é o conjunto de técnicas que, ao invés de se empregar movimentos para combater, usam-se dos próprios ataques do adversário para o subjugar.
É um kata que foi desenvolvido com movimentos lentos para aprender o princípio de conquistar a força e a rigidez com a suavidade e gentileza (柔よく剛を制す [jū yoku gō wo seisu]), e consiste em 15 formas, sendo dividida em três categorias de Ensinamentos que possuem cinco técnicas cada um.
Jigoro Kano mencionou o jū-no-kata como o primeiro kata a ser aprendido, citando sua conveniência para entender a lógica de adaptação aos movimentos do uke utilizando seus próprios ataques criando assim o kuzushi necessário com o mínimo de esforço. É interessante também o fato de que há uma certa facilidade e conveniência para iniciantes aprenderem porque não é necessário tatame (por não haver nenhum tipo de técnica que envolva quedas) e também não precisar de judogi por possuir técnicas apenas com pegada diretamente no corpo.
É a introdução do conceito de ki no judô, o uso da energia do oponente contra ele próprio.
Este conjunto foi desde cedo incluído nas lições do Kodokan, já em 1887 com 10 técnicas. Em 1907 foi criada a versão com 15 técnicas que conhecemos hoje e foi definitivamente padronizado em 1977 pela Kodokan.

## Técnicas
O kata é composto por quinze técnicas, subdivididas em três grupos com enfoques particulares.

### Primeiro Ensinamento
O DAI-IKKYŌ [Primeiro Ensinamento] (第一教) reúne as seguintes técnicas:
- TSUKI-DASHI [golpe trespassante] (突出)
- KATA-OSHI [pressão no ombro] (肩押)
- RYŌTE-DORI [pegada em ambas as mãos/braços] (両手取)
- KATA-MAWASHI [giro dos ombros] (肩廻)
- AGO-OSHI [pressão na mandíbula] (腮押)

### Segundo Ensinamento
O DAI-NIKKYŌ [Segundo Ensinamento] (第二教) reúne as seguintes técnicas:
- KIRI-OROSHI [corte descendente] (切下)
- RYŌKATA-OSHI [pressão em ambos os ombros] (両肩押)
- NANAME-UCHI [golpe diagonal] (斜打)
- KATATE-DORI [pegada em uma mão/braço] (片手取)
- KATATE-AGE　[erguida de uma mão/braço] (片手挙)

### Terceiro Ensinamento
O DAI-SANKKYŌ [Terceiro Ensinamento] (第三教) reúne as seguintes técnicas:
- OBI-TORI [pegada na faixa] (帯取)
- MUNE-OSHI [pressão no peito] (胸押)
- TSUKI-AGE [golpe ascendente] (突上)
- UCHI-OROSHI [golpe descendente] (打下)
- RYŌGAN-TSUKI [golpe em ambos os olhos] (両眼突)